# Надажиці (Вжесінський повіт)
Надажиці (пол. Nadarzyce, нім. Schönhausen) — село в Польщі, у гміні Вжесня Вжесінського повіту Великопольського воєводства.
Населення — 94 особи (2011).
У 1975-1998 роках село належало до Познанського воєводства.

## Демографія
Демографічна структура станом на 31 березня 2011 року:
|          | Загалом | Допрацездатний вік | Працездатний вік | Постпрацездатний вік |
| -------- | ------- | ------------------ | ---------------- | -------------------- |
| Чоловіки | 48      | 14                 | 34               | 0                    |
| Жінки    | 46      | 14                 | 25               | 7                    |
| Разом    | 94      | 28                 | 59               | 7                    |